# Hippargaon, Homnabad
Hippargaon là một làng thuộc tehsil Homnabad, huyện Bidar, bang Karnataka, Ấn Độ.